# Ted Reinhardt
Ted Reinhardt( ? - Norfolk, Virginia, 4 maart 2015) was een Amerikaanse drummer.
Reinhardt was actief in de muziekscene van Buffalo. Hij speelde in verschillende progressieve rock- en fusiongroepen, waaronder in de band Gamalon, die hij in 1982 mede oprichtte. In veel van die bands was Reinhardt's broer Tom de bassist. In de groep Ron LoCurto & the Reinhardts speelde ook zijn vrouw mee. Bij een groter publiek is Ted Reinhardt meer bekend door zijn medewerking aan het album 'Morning dance' van Spyro Gyra (1979), waarop hij enkele nummers meespeelde. Reinhardt werkte ook mee aan plaatopnames van onder andere Ernie Watts en Melanie. Reinhardt werd in 1985 opgenomen in de Buffalo Music Hall of Fame. Hij overleed in 2015 bij een vliegtuigongeluk.